# Amici di Maria De Filippi (terza edizione, fase iniziale)
La terza edizione del talent show musicale Amici di Maria De Filippi è andata in onda nella sua fase iniziale dal 13 settembre 2003 al 6 marzo 2004 su Canale 5 nella fascia pomeridiana dal lunedì al venerdì e il sabato pomeriggio con la puntata speciale in onda dalle 14:10 alle 16:00 con la conduzione di Maria De Filippi. Da domenica 14 marzo con la prima puntata in prima serata è iniziata la fase serale di questa edizione.

## Commissione
Canto 
- Luca Pitteri - insegnante di canto
- Peppe Vessicchio - insegnante di musica
- Grazia Di Michele - insegnante di canto

 Ballo 
- Alessandra Celentano - insegnante di danza classica
- Garrison - insegnante di danza moderna
- Maura Paparo - insegnante di danza moderna
- Steve La Chance - insegnante di danza jazz

 Recitazione 
- Rino Cassano - insegnante di recitazione
- Fioretta Mari -  insegnante di dizione e recitazione
- Patrick Rossi Gastaldi -  insegnante di recitazione

Altri
- Chicco Sfondrini - responsabile di produzione
- Bruno Voglino - preside

## Concorrenti
Durante la puntata di selezioni, andata in onda il 6 luglio 2003 in prima serata, sono stati ammessi 3 concorrenti (Leon Cino, Sara Pamploni e Martina Ardizzoni) ognuno tramite un esame in tutte le materie giudicato dalla commissione.
 BALLERINI 
- Maria Letizia Arcudi (Raiganj, 17 ottobre 1983)
- Simone Benedetti (Roma, 16 febbraio 1981)
- Emanuela Boldetti (Torino, 24 marzo 1984)
- Leon Cino (Tirana, 10 agosto 1982)
- Francesca Dario (Venezia, 4 dicembre 1983)
- Sabatino D'Eustacchio (Giulianova, 18 giugno 1983)
- Federica Gargano (Civitavecchia, 3 aprile 1984)
- Sabrina Ghio (Roma, 3 agosto 1984)
- Antonio Guida (Palermo, 5 luglio 1981)
- Rosaria Loconte (Bari, 21 marzo 1981)
- Giorgia "Gio" Minnella (Roma, 6 maggio 1984)
- Catello Miotto (Torre Annunziata, 10 giugno 1985)
- Danilo Musci (Santeramo in Colle, 18 agosto 1985)
- Sara Pamploni (Città della Pieve, 4 febbraio 1982)
- Alessia "Ale" Pizzichemi (Milano, 20 aprile 1982)
- Olti Shaqiri (Tirana, 4 maggio 1983)

 CANTANTI 
- Katia Ancelotti (Roma, 18 aprile 1984)
- Martina Ardizzoni (Cento, 13 settembre 1985)
- Francesco Capodacqua (Roma, 21 gennaio 1982)
- Gianluca "Gian" De Martini (Genova, 4 novembre 1977)
- Valerio Di Rocco (Pescara, 18 giugno 1978)
- Giorgia Galassi (Cesena, 2 ottobre 1984)
- Irene Guglielmi (Portoferraio, 29 novembre 1983)
- Morena Martini (Sinalunga, 27 dicembre 1983)
- Gianluca Merolli (Cassino, 17 aprile 1981)
- Sarah Jane Olog (Rimini, 26 febbraio 1984)
- Alessia Orlandi (Alatri, 5 agosto 1983)
- Ornella Pellegrino (Napoli, 5 maggio 1985)
- Laura Piunti (Cecina, 3 maggio 1981)
- Nicola Traversa (Bari, 26 gennaio 1984)
- Salvatore "Salvo" Vinci (Lentini, 14 ottobre 1984)

 ATTORI 
- Samantha Fantauzzi (Anzio, 11 dicembre 1982)
- Anna Dalton Piccirillo (Arzignano, 30 agosto 1985)
- Rocco Pietrantonio (Bari, 30 agosto 1982])
- Michael Schermi (Roma, 17 novembre 1984)

## Tabellone della classifica di gradimento
Nel tabellone sono indicate le posizioni dei singoli concorrenti nella classifica di gradimento settimanale.

Legenda: 

N/A: Dato non disponibile
     Immune
     New Entry
     Sospeso/Ritirato
     Eliminato/a 

|     | 27/09     | 04/10      | 11/10      | 18/10      | 25/10      | 01/11      | 08/11      | 15/11      | 22/11      | 29/11      | 06/12      | 08/01      | 17/01      | 24/01      | 31/01      | 07/02      | 14/02      | 21/02      | 28/02      | 06/03      |
| --- | --------- | ---------- | ---------- | ---------- | ---------- | ---------- | ---------- | ---------- | ---------- | ---------- | ---------- | ---------- | ---------- | ---------- | ---------- | ---------- | ---------- | ---------- | ---------- | ---------- |
| 1°  | Catello   | Martina    | Catello    | Francesco  | Francesco  | Francesco  | Danilo     | Francesco  | Francesco  | Francesco  | Simone     | Francesco  | Francesco  | Antonio    | Catello    | Catello    | Antonio    | Samantha   | Samantha   | Simone     |
| 2°  | Leon      | Salvo      | Emanuela   | Catello    | Leon       | Catello    | Francesco  | Ale        | Leon       | Gianluca   | Gianluca   | Irene      | Leon       | Francesco  | Antonio    | Francesco  | Catello    | Antonio    | Catello    | Catello    |
| 3°  | Sara      | Catello    | Sarah Jane | Alessia    | Antonio    | Danilo     | Catello    | Sara       | Gianluca   | Leon       | Francesco  | Gianluca   | Sara       | Gianluca   | Sabrina    | Antonio    | Francesco  | Catello    | Irene      | Samantha   |
| 4°  | Martina   | Francesco  | Sara       | Sarah Jane | Sarah Jane | Gianluca   | Sara       | Samantha   | Sabrina    | Sabrina    | Leon       | Leon       | Gianluca   | Simone     | Francesco  | Rosaria    | Gian       | Leon       | Sabrina    | Irene      |
| 5°  | Antonio   | Giorgia    | Francesco  | Emanuela   | Catello    | Leon       | Leon       | Salvo      | Simone     | Simone     | Francesca  | Federica   | Irene      | Sabrina    | Olti       | Simone     | Samantha   | Irene      | Leon       | Ornella    |
| 6°  | Gianluca  | Leon       | Leon       | Sara       | Gianluca   | Sara       | Gianluca   | Gianluca   | Sara       | Sara       | Salvo      | Salvo      | Federica   | Sara       | Leon       | Leon       | Sabrina    | Francesco  | Antonio    | Salvo      |
| 7°  | Sabrina   | Alessia    | Valerio    | Leon       | Francesca  | Alessia    | Valerio    | Antonio    | Catello    | Catello    | Michael    | Sabatino   | Sabrina    | Leon       | Sarah Jane | Sabrina    | Ornella    | Gianluca   | Gianluca   | Sabrina    |
| 8°  | Alessia   | Gianluca   | Alessia    | Gianluca   | Samantha   | Simone     | Sarah Jane | Simone     | Anna       | Sabatino   | Sarah Jane | Sara       | Alessia    | Olti       | Gianluca   | Irene      | Laura      | Anna       | Sabatino   | Francesco  |
| 9°  | Sabatino  | Sara       | Gianluca   | Valerio    | Danilo     | Francesca  | Irene      | Anna       | Federica   | Federica   | Sara       | Sabrina    | Katia      | Salvo      | Sara       | Sara       | Gianluca   | Sabrina    | Valerio    | Antonio    |
| 10° | Salvo     | Katia      | Salvo      | Simone     | Alessia    | Anna       | M. Letizia | Michael    | Salvo      | Anna       | Sabrina    | Simone     | Simone     | Sarah Jane | Salvo      | Francesca  | Sara       | Sara       | Francesco  | Sabatino   |
| 11° | Francesco | M. Letizia | M. Letizia | Anna       | Michael    | Antonio    | Antonio    | Sabrina    | Ale        | Salvo      | Samantha   | Katia      | Sabatino   | Sabatino   | Simone     | Sarah Jane | Simone     | Federica   | Anna       | Gianluca   |
| 12° | Simone    | Danilo     | Anna       | Salvo      | Anna       | Sarah Jane | Salvo      | Alessia    | Antonio    | Giorgia    | Ornella    | Francesca  | Ale        | Francesca  | Anna       | Federica   | Francesca  | Francesca  | Olti       | Valerio    |
| 13° | Federica  | Antonio    | Katia      | Sabrina    | Valerio    | Salvo      | Alessia    | Leon       | Samantha   | Samantha   | Ale        | Gian       | Michael    | Valerio    | Samantha   | Gianluca   | Federica   | Gian       | Simone     | Sara       |
| 14° | Francesca | Sabrina    | Sabrina    | Giorgia    | Sabrina    | Samantha   | Simone     | Olti       | Irene      | Alessia    | Alessia    | Anna       | Sarah Jane | Irene      | Valerio    | Katia      | Leon       | Salvo      | Sara       | Leon       |
| 15° | Valerio   | Francesca  | Francesca  | Morena     | Sara       | Morena     | Sabrina    | Catello    | Francesca  | Irene      | Katia      | Samantha   | Samantha   | Samantha   | Ale        | Olti       | Sarah Jane | Olti       | Alessia    | Francesca  |
| 16° | Giorgia   | Sabatino   | Ornella    | M. Letizia | Simone     | Valerio    | Michael    | Sarah Jane | Sabatino   | Sarah Jane | Valerio    | Michael    | Salvo      | Anna       | Gian       | Gian       | Anna       | Simone     | Federica   | Gianluca   |
| 17° | Danilo    | Ornella    | Antonio    | Nicola     | Salvo      | M. Letizia | Anna       | Francesca  | Sarah Jane | Ale        | Sabatino   | Alessia    | Giorgia    | Federica   | Sabatino   | Samantha   | Salvo      | Valerio    | Laura      | Olti       |
| 18° | Samantha  | Morena     | Nicola     | Federica   | M. Letizia | Nicola     | Francesca  | Valerio    | Alessia    | Antonio    | Federica   | Antonio    | Gio        | Alessia    | Katia      | Salvo      | Sabatino   | Sabatino   | Gio        | Anna       |
| 19° | Nicola    | Samantha   | Simone     | Francesca  | Giorgia    | Sabrina    | Katia      | Ornella    | Valerio    | Valerio    | Olti       | Olti       | Antonio    | Katia      | Federica   | Valerio    | Rosaria    | Alessia    | Giorgia    | Sarah Jane |
| 20° | Ornella   | Anna       | Danilo     | Danilo     | Federica   | Katia      | Samantha   | Sabatino   | Olti       | Francesca  | Emanuela   | Valerio    | Ornella    | Ale        | Ornella    | Anna       | Alessia    | Gio        | Rosaria    | Federica   |
| 21° | Katia     | Simone     | Giorgia    | Sabatino   | Katia      | Michael    | Sabatino   | Federica   | Giorgia    | Olti       | Irene      | Sarah Jane | Gian       | Gian       | Alessia    | Sabatino   | Valerio    | Laura      | Salvo      | Alessia    |
| 22° | Anna      | Michael    | Sabatino   | Antonio    | Morena     | Giorgia    | Ornella    | Irene      | Michael    | Katia      | Giorgia    | Ale        | Francesca  | Ornella    | Giorgia    | Alessia    | Olti       | Sarah Jane | Gian       | Giorgia    |
| 23° | Michael   | Federica   | Morena     | Katia      | Sabatino   | Federica   | Giorgia    | Katia      | Emanuela   | Ornella    | Anna       | Emanuela   | Anna       | Giorgia    | Irene      | Giorgia    | Irene      | Ornella    | Rocco      | Laura      |
| 24° | Emanuela  | Valerio    | Michael    | Samantha   | Ornella    | Sabatino   | Emanuela   | Emanuela   | Ornella    | Michael    | Anonio     | Ornella    | Valerio    | Gio        | Gio        | Gio        | Giorgia    | Rosaria    | Francesca  | Rosaria    |
| 25° |           | Nicola     | Federica   | Ornella    | Emanuela   | Emanuela   | Federica   | Giorgia    | Katia      | Emanuela   |            | Giorgia    | Olti       |            | Francesca  | Ornella    | Gio        | Giorgia    | Sarah Jane | Gio        |
| 26° |           | Emanuela   | Samantha   | Michael    | Nicola     | Ornella    |            |            |            |            |            |            |            |            |            |            |            |            | Ornella    | Rocco      |

## La sigla
La sigla della terza edizione era La scuola della musica, eseguita da tutti i cantanti concorrenti.